# Гимарайнс, Жозе Карлос
Жозе́ Карлос Баптиста Гимара́йнс (порт.-браз. José Carlos Baptista Guimarães; 24 марта 1899, Рио-де-Жанейро — 24 января 1969, Рио-де-Жанейро), более известный под именем Зезе́ (порт.-браз. Zezé) — бразильский футболист, полузащитник и нападающий. 

## Карьера
Зезе начал карьеру в клубе «Флуминенсе», дебютировав в основном составе в возрасте 16 лет 15 сентября 1915 года в матче с «Бангу», где он сразу же забил гол. В конце 1910-х Зезе составил знаменитую линию нападения клуба, включавшую Ману, Гарри Уэлфера, Эрнесту Машаду, Сезара Бакки и самого Зезе. Они выиграли три подряд титула чемпиона штата Сан-Паулу, став первый в истории командой, установившей подобное достижение, в розыгрышах которых Зезе забил 45 голов. При этом, в 1917 году он занял 5 место среди лучших бомбардиров с 10 голами, второе с 18 голами в 1918 году и пятое с 17 голами в 1919. В честь этого в 1920 году поэтом Эрнесту Назаретом была написана, а издательством Casa Carlos Gomes была записана композиция «Menino de ouro» («Золотой мальчик»), посвященная Зезе. После 1920 года он еще раза оказывался в списке лучших бомбардиров турнира: на 5 месте с 12 голами в 1920 году и на 6 с 9 голами в 1923. Зезе выступал за «Флуминенсе» до 1928 года, проведя 173 матча и забив 102 гола, по другим данным — 161 матч и 100 голов. Последней его игрой за команду стало поражение от «Америки» (1:3) 21 октября 1928 года.
В составе сборной Бразилии Зезе дебютировал 6 мая 1917 года в товарищеской игре с клубом «Спортиво Барракас». Он сыграл еще один матч за национальную команду и не вызывался в ее состав до 1920 года, когда он поехал со сборной на чемпионат Южной Америки, где он сыграл все три игры, а бразильцы заняли третье место. Годом позже он во второй раз поехал на такое же первенство. На этом же турнире он провёл также все три матча и забил первый мяч за сборную, поразив ворота Уругвая. На этот раз бразильцы выиграли серебряные медали. В чемпионате 1922 года, на котором бразильцы отпразновали победу, Зезе был в составе, но на поле не выходил. В том же году полузащитник выиграл с командой Кубок Рока, а также Кубок Родригеса Алвеса. В 1923 году он поехал на свой четвёртый чемпионат Южной Америки. В первой игре он не вышел на поле, но в последующих трёх играл и даже выводил сборную в качестве капитана команды. На турнире бразильцы заняли последнее четвёртое место. В том же году Зезе выиграл ещё один Кубок Родригеса Алвеса, а 28 ноября в матче со сборной уругвайского города Дурасно забил 4 гола. Затем он выиграл Кубок Дружбы Бразилии и Аргентины, в матче, где он забил гол, а 9 декабря провёл свой последний матч за национальную команду, в котором Бразилия проиграла Аргентине в матче Кубка Рока. Всего за сборную Зезе сыграл 16 матчей и забил 7 голов.
Помимо футбола он занимался лёгкой атлетикой и теннисом. В 1919 году он стал чемпионом легкоатлетической секции «Флуминенсе».

## Международная статистика
| Матчи Зезе за сборную Бразилии | Матчи Зезе за сборную Бразилии | Матчи Зезе за сборную Бразилии | Матчи Зезе за сборную Бразилии | Матчи Зезе за сборную Бразилии | Матчи Зезе за сборную Бразилии | Матчи Зезе за сборную Бразилии          |
| ------------------------------ | ------------------------------ | ------------------------------ | ------------------------------ | ------------------------------ | ------------------------------ | --------------------------------------- |
| №                              | Дата                           | Место проведения               | Оппонент                       | Счёт                           | Голы                           | Турнир                                  |
| 1                              | 6 мая 1917                     | Рио-де-Жанейро                 | Спортиво Барракас              | 1:1                            | —                              | Товарищеский матч                       |
| 2                              | 13 мая 1917                    | Рио-де-Жанейро                 | Спортиво Барракас              | 2:1                            | —                              | Товарищеский матч                       |
| 3                              | 11 сентября 1920               | Винья-дель-Мар                 | Чили                           | 1:0                            | —                              | Чемпионат Южной Америки                 |
| 4                              | 18 сентября 1920               | Винья-дель-Мар                 | Уругвай                        | 0:6                            | —                              | Чемпионат Южной Америки                 |
| 5                              | 25 сентября 1920               | Винья-дель-Мар                 | Аргентина                      | 0:2                            | —                              | Чемпионат Южной Америки                 |
| 6                              | 2 октября 1921                 | Буэнос-Айрес                   | Аргентина                      | 0:1                            | —                              | Чемпионат Южной Америки                 |
| 7                              | 12 октября 1921                | Буэнос-Айрес                   | Парагвай                       | 3:0                            | —                              | Чемпионат Южной Америки                 |
| 8                              | 23 октября 1921                | Буэнос-Айрес                   | Уругвай                        | 1:2                            | 1                              | Чемпионат Южной Америки                 |
| 9                              | 22 октября 1922                | Сан-Паулу                      | Аргентина                      | 2:1                            | —                              | Кубок Рока                              |
| 10                             | 29 октября 1922                | Сан-Паулу                      | Парагвай                       | 3:1                            | —                              | Кубок Родригеса Алвеса                  |
| 11                             | 18 ноября 1923                 | Монтевидео                     | Аргентина                      | 1:2                            | —                              | Чемпионат Южной Америки                 |
| 12                             | 22 ноября 1923                 | Монтевидео                     | Парагвай                       | 2:0                            | 1                              | Кубок Родригеса Алвеса                  |
| 13                             | 25 ноября 1923                 | Монтевидео                     | Уругвай                        | 1:2                            | —                              | Чемпионат Южной Америки                 |
| 14                             | 28 ноября 1923                 | Дурасно                        | Сборная Дурасно                | 9:0                            | 4                              | Товарищеский матч                       |
| 15                             | 2 декабря 1923                 | Буэнос-Айрес                   | Аргентина                      | 2:0                            | 1                              | Товарищеский кубок Бразилии и Аргентины |
| 16                             | 9 декабря 1923                 | Буэнос-Айрес                   | Аргентина                      | 0:2                            | —                              | Кубок Рока                              |

## Достижения
- Чемпион штата Рио-де-Жанейро: 1917, 1918, 1919, 1924
- Чемпион Южной Америки: 1922
- Обладатель Кубка Рока: 1922
- Обладатель Кубка Родригеса Алвеса: 1923

## Комментарии
1. ↑  По версии журнала Placar[12] в этом турнире он занял первое место по числу забитых мячей